# 国際連合安全保障理事会決議1165
国際連合安全保障理事会決議1165（こくさいれんこうあんせんほしようりしかいけつき1165 英語: United Nations Security Coucil Resolution 1165）は、1998年4月30日に国際連合安全保障理事会において全会一致で採択された決議。安保理決議955を想起した上で、国際連合安全保障理事会はルワンダ国際戦犯法廷に第3裁判部を設置することを決定した。
国際連合安全保障理事会はルワンダ国際戦犯法廷に新たな法廷と裁判官を置くことを認めた安保理決議955を想起した上で、ルワンダ虐殺の首謀者の国際人道法の下での訴追が平和と和解に貢献することを再確認した。さらにルワンダにおいては裁判を待つ被告人が多いため、一刻も早い司法制度の強化が急務となっていた。
国際連合憲章第7章に基づいて、国際連合安全保障理事会はルワンダ国際戦犯法廷における第3裁判部の設置および裁判官の選挙を同じ日に行い、裁判官の任期を2003年5月24日までとした。よって選挙によって裁判官の任を受けた者はすぐに裁判官としての任務に就くこととなった。ルワンダ国際戦犯法廷における更なる効率性を働きかけるとともに、アナン事務総長に対して裁判部の効果的機能を円滑に進めるための取り決めを行うように要請した。